# James Alan McPherson
James Alan McPherson (Savannah, 16 settembre 1943 – Iowa City, 27 luglio 2016) è stato uno scrittore statunitense vincitore del Premio Pulitzer per la narrativa nel 1978 per la raccolta di racconti Elbow Room.

## Biografia
James Alan McPherson nasce il 16 settembre 1943 a Savannah, in Georgia.
Dopo gli studi alla Morgan State University, al Morris Brown College, alla Harvard Law School ed infine all'Università dell'Iowa, pubblica il suo primo racconto Gold Coast sul periodico The Atlantic Monthly e vince il primo premio. Questo verrà incluso nella sua prima raccolta di short stories, Hue and Cry, nel 1969.
Nel 1978 diventa il primo scrittore afroamericano a vincere il Premio Pulitzer grazie ai racconti riuniti in Elbow Room.
Molto consistente la sua produzione saggistica che affronta temi quali le differenze razziali e sociali nella società americana, il nomadismo moderno e l'esilio.
Oltre a scrivere insegna in varie università tra le quali l' Università della California, Santa Cruz (1969–1976), l'Università della Virginia (1976–1981) e l'Università dell'Iowa.
Muore a 72 anni il 27 luglio 2016 a Iowa City in seguito alle complicazioni di una polmonite.

## Vita privata
McPherson è stato sposato con Sarah Lynn Charlton. I due hanno avuto due figli prima di separarsi.

## Opere

### Saggi
- L'uomo indivisibile con Ralph Waldo Ellison, Comunità n. 165, 1971
- Railroad: Trains and Train People in American Culture con Miller Williams, New York, Random House, 1976 ISBN 0394732375
- Confronting Racial Difference con DeWitt Henry, Ploughshares, 1990 ISBN 0933277946
- Crabcakes: A Memoir, New York, Simon & Schuster, 1998 ISBN 0684834650
- Fathering Daughters: Reflections by Men, con DeWitt Henry, Boston, Beacon Press, 1998 ISBN 9780807062197
- A Region Not Home: Reflections on Exile, New York, Simon & Schuster, 2000 ISBN 9780684834641

### Racconti
- Hue and Cry: Stories, New York, Atlantic Monthly Press, 1969 ISBN 9780316563260
- Elbow Room: Stories, New York, Little, Atlantic-Little, Brown, 1977 ISBN 0316563285